# Asklepios Kliniken
Die Asklepios-Kliniken-Gruppe ist ein primär in Deutschland tätiger Klinikbetreiber mit Hauptsitz in Hamburg. Die Gruppe gehört deutschlandweit zu den größten Klinikbetreibern mit rund 169 Einrichtungen in 14 Bundesländern.

## Geschichte
Asklepios – benannt nach dem griechischen Gott der Heilkunst – wurde 1985 durch den Wirtschaftsprüfer und Rechtsanwalt Bernard große Broermann zusammen mit dem Chirurgen Lutz Helmig gegründet. Im Zuge einer Abspaltung der Anteile von Helmig entstand 1994 die Helios Kliniken GmbH aus der Asklepios-Gruppe.
Die Asklepios-Kliniken-Gruppe übernahm seit ihrer Gründung kontinuierlich zumeist defizitäre kommunale Krankenhäuser. 2004 erwarb Asklepios 49,9 % der Anteile am Hamburger Landesbetrieb Krankenhäuser (LBK), der bis dahin eine Anstalt des öffentlichen Rechts gewesen war. Durch den Erwerb von weiteren 25 % im Jahr 2007 wurde der LBK zu 74,9 % privatisiert und zur Asklepios Kliniken Hamburg GmbH umfirmiert. Die Stadt Hamburg blieb mit 25,1 % beteiligt.
Seit 2008 betreibt Asklepios über die Asklepios Medical School zusammen mit der ungarischen Semmelweis-Universität den Asklepios Campus Hamburg als klinische Ausbildungsstätte für den Medizinbereich.
2011 übernahm Asklepios mehrheitlich die Mediclin AG mit Sitz in Offenburg, indem die Anteile auf 52,7 % aufgestockt wurden. Zuvor hatte Asklepios bereits rund 34,7 % der Anteile gehalten. Ein Jahr später erwarb Asklepios erstmals Aktien an der Rhön-Klinikum AG. 2013 stockte Asklepios die Anteile auf rund 10 % auf, womit die Gruppe ein Vetorecht erhielt, um die Übernahme von Rhön durch andere Wettbewerber zu verhindern. In den folgenden Jahren erwarb Asklepios zunehmend Aktien an Rhön, einen Großteil davon im Jahr 2020, wodurch Asklepios in diesem Jahr insgesamt 92,58 % der Aktien an Rhön hielt.
In Bad Oldesloe nahm Asklepios 2022 das bundesweit größte Logistikzentrum für die Versorgung von Gesundheitseinrichtungen in Betrieb. Hierfür investierte die Gruppe über 40 Millionen Euro. Neben den eigenen medizinischen Einrichtungen können auch Kliniken anderer Träger beliefert werden. Umgesetzt wurde der Bau, um möglichen Lieferschwierigkeiten, wie in der COVID-19-Pandemie, vorzubeugen.

## Unternehmensstruktur
Im Geschäftsjahr 2022 erwirtschaftete die Gruppe einen Umsatz von 5,29 Milliarden Euro und beschäftigte 68.000 Angestellte. Die Führungsgesellschaft der Gruppe ist die Asklepios Kliniken GmbH & Co. KGaA. Geleitet wird diese vom Vorstand bestehend aus Joachim Gemmel, Marco Walker, Hafid Rifi und Sara Sheikhzadeh. Muttergesellschaft der Asklepios Kliniken GmbH & Co. KGaA ist die von den Erben des Konzerngründers Bernard große Broermann kontrollierte Broermann Holding GmbH.
Zur Gruppe gehören die vollkonsolidierten Tochtergesellschaften Asklepios Kliniken Hamburg GmbH, MediClin AG und die Rhön-Klinikum AG.
Die Asklepios-Kliniken-Gruppe ist tätig im Erwerb, Betrieb und in der Beratung von Einrichtungen des Gesundheitswesens in den Geschäftsfeldern der klinischen Akutbehandlung und Rehabilitation. Zudem ist sie Mehrheitseigentümerin der ursprünglich als Gesundheitsfernsehsender konzipierten, später digitalisierten Gesundheitsplattform Health tv.
Ebenfalls ist Asklepios im Bereich der ambulanten medizinischen Versorgung über seine bundesweit 46 Medizinischen Versorgungszentren (MVZ) tätig. Asklepios ist zudem über die Tochtergesellschaften Insite Interventions GmbH, Fürstenberg Institut GmbH und Pulso Europe auch im Bereich der Mitarbeitergesundheit aktiv.

### Kennzahlen
| Jahr | Umsatz       | EBITDA     | Patientenzahl (inkl. ambulante) | Bettenzahl | Mitarbeiter nach Köpfen | Investitionen durch Eigenmittel und Fördergelder |
| ---- | ------------ | ---------- | ------------------------------- | ---------- | ----------------------- | ------------------------------------------------ |
| 2022 | 5,290 Mrd. € | 533 Mio. € | 3.570.976                       | 30.749     | 68.000                  | 314 Mio. €                                       |
| 2021 | 5,118 Mrd. € | 503 Mio. € | 3.542.346                       | 31.197     | 49.967                  | 242 Mio. €                                       |
| 2020 | 4,343 Mrd. € | 415 Mio. € | 2.592.045                       | 31.628     | 50.371                  | 290 Mio. €                                       |
| 2019 | 3,537 Mrd. € | 463 Mio. € | 2.497.095                       | 27.090     | 36.265                  | 243 Mio. €                                       |
| 2018 | 3,408 Mrd. € | 398 Mio. € | 2.265.603                       | 26.651     | 35.327                  | 252 Mio. €                                       |
| 2017 | 3,262 Mrd. € | 396 Mio. € | 2.282.421                       | 26.704     | 35.097                  | 196 Mio. €                                       |
| 2016 | 3,211 Mrd. € | 390 Mio. € | 2.279.477                       | 26.593     | 34.887                  | 174 Mio. €                                       |
| 2015 | 3,099 Mrd. € | 374 Mio. € | 2.217.987                       | 26.669     | 34.690                  | 262 Mio. €                                       |
| 2014 | 3,020 Mrd. € | 330 Mio. € | 2.186.876                       | 26.508     | 34.255                  | 243 Mio. €                                       |
| 2013 | 2,899 Mrd. € | 284 Mio. € | 2.161.627                       | 26.635     | 34.439                  | 247 Mio. €                                       |
| 2012 | 2,812 Mrd. € | 267 Mio. € | 2.066.353                       | 26.396     | 34.037                  | 245 Mio. €                                       |
| 2011 | 2,379 Mrd. € | 216 Mio. € | 1.742.353                       | 26.793     | 33.152                  | 232 Mio. €                                       |
| 2010 | 2,130 Mrd. € | 228 Mio. € | 1.624.409                       | 18.501     | 26.917                  | 209 Mio. €                                       |
| 2009 | 2,006 Mrd. € | 198 Mio. € | 1.563.171                       | 18.030     | 26.123                  | 204 Mio. €                                       |
| 2008 | 2,022 Mrd. € | 160 Mio. € | 1.512.598                       | 18.057     | 25.700                  | 217 Mio. €                                       |
| 2007 | 1,860 Mrd. € | 127 Mio. € | 1.295.057                       | 17.926     | 25.127                  | 203 Mio. €                                       |
| 2006 | 1,860 Mrd. € | 127 Mio. € | 0932.638                        | 16.650     | 22.546                  | 203 Mio. €                                       |

### Wesentliche Beteiligungen
- 52,73 % an Mediclin AG (Klinikbetreiber)
- 93,71 % an der Rhön-Klinikum AG[1]

### Kooperationen und Forschung
Asklepios unterhält verschiedene Kooperationen, wie mit dem Olympiastützpunkt Hamburg/Schleswig-Holstein, durch welche Athleten in Asklepios-Kliniken medizinische Versorgung angeboten werden. Zudem erhalten die Sportler Zugang zum offiziellen Medizinzentrum in der Asklepios Klinik St. Georg. Das Sportmedizinische Untersuchungszentrum ist seit 2023 vom Deutschen Olympischen Sportbund (DOSB) lizenziert. Zusammen mit dem Olympiastützpunkt Hamburg/Schleswig-Holstein und der Alskepios Medical School wird zudem seit 2022 an der Kooperation Partnerhochschule des Spitzensports teilgenommen. Dieses Projekt unterstützt Athleten durch Stipendienprogramme.
Asklepios betreibt in Hamburg das Institut für Klinische Forschung (IKF), welches gemeinnützig durch Spenden und Forschungsstipendien finanziert wird. Das Institut ist dabei Vermittler zwischen finanzieller Förderung und medizinischer Forschung, die keinen kommerziellen Hintergrund besitzt. Weiterhin betreibt die Gruppe das klinische Forschungsinstitut Asklepios Proresearch in Hamburg.
Die Gruppe bietet durch das Interdisziplinäres Zentrum für Telemedizin auch eine telemedizinische Versorgung, seit 2024 insbesondere für Patienten mit Herzinsuffizienz. Durch die Anwendung von Telemedizin werden Krankenhausaufenthalte vermieden oder verkürzt.

## Standorte
Die Asklepios-Kliniken-Gruppe agiert überwiegend auf dem deutschen Markt. In Deutschland werden in 14 Bundesländern 169 assoziierte Einrichtungen betrieben. Neben zahlreichen Krankenhäusern, darunter sechs Maximalversorgern, betreibt die Gruppe Fachkliniken, Psychiatrische Kliniken sowie Postakut- und Rehakliniken. Dazu gehören das führende Zentrum für Pneumologie in Gauting, das größte Krankenhauscluster in privater Trägerschaft Europas und eine der größten Geburtskliniken Deutschlands in Hamburg sowie das einzige Universitätsklinikum in privater Trägerschaft in Marburg, das Universitätsklinikum Gießen und Marburg. Mit Medilys verfügt die Gruppe über eines der größten Kliniklabore Europas, in welchem jährlich über 10 Millionen Analysen und 18 Millionen Befunde vorgenommen werden. In der Blomenburg, einem ehemaligen Jagdschloss in Selent, betreibt Asklepios eine Privatklinik für Psychotherapie und Psychosomatik.

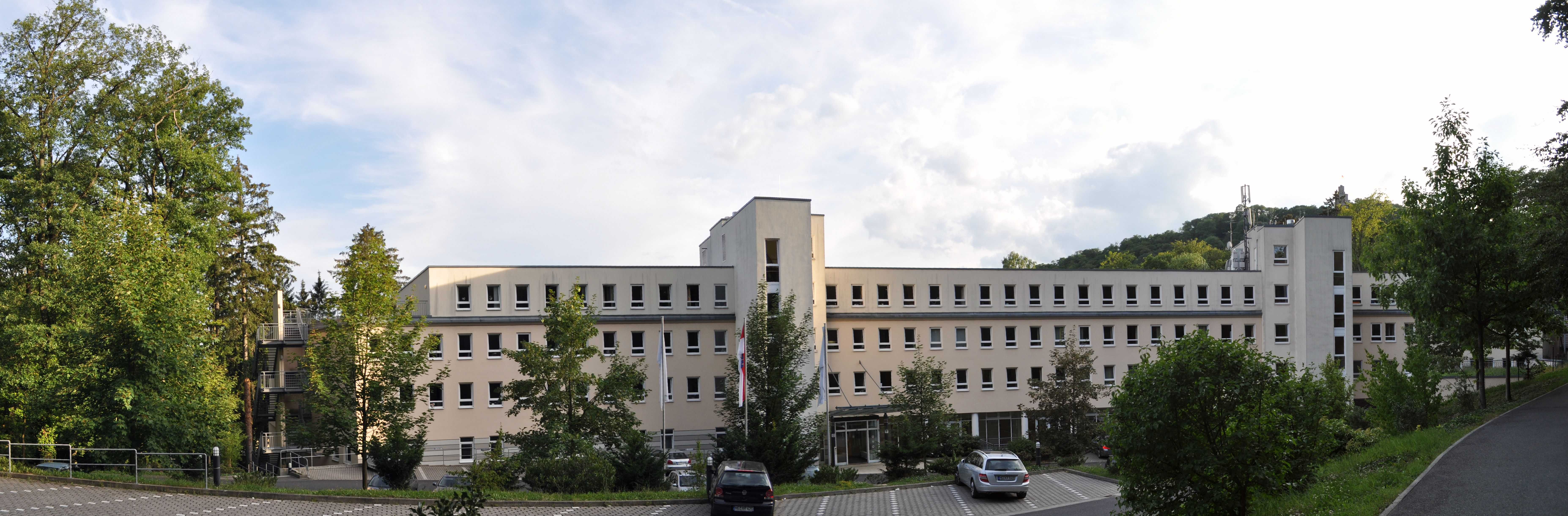
Asklepios-Neurologische-Klinik Falkenstein

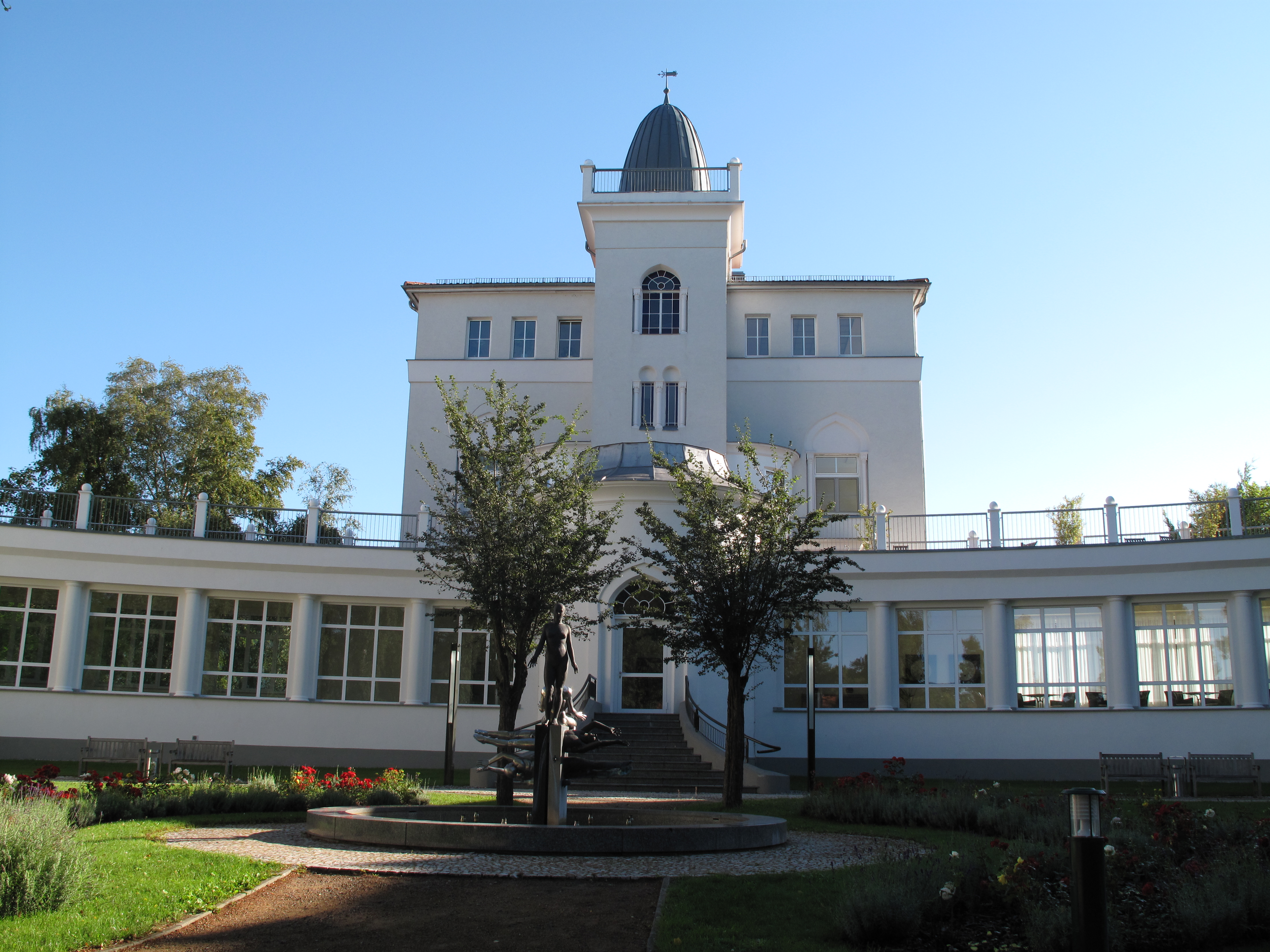
Asklepios-Klinik Birkenwerder

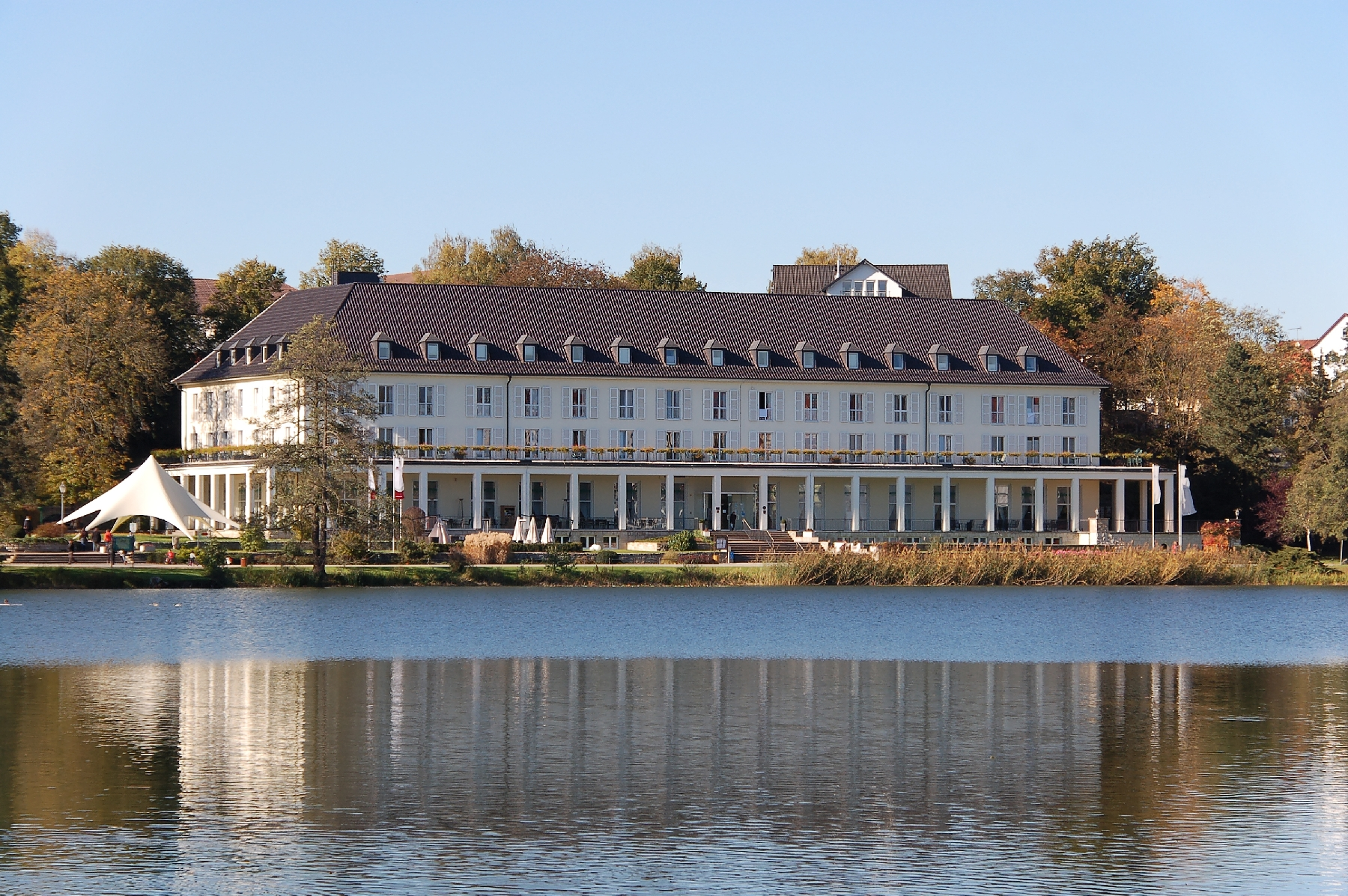
Asklepios-Katharina-Schroth-Klinik Bad Salzungen

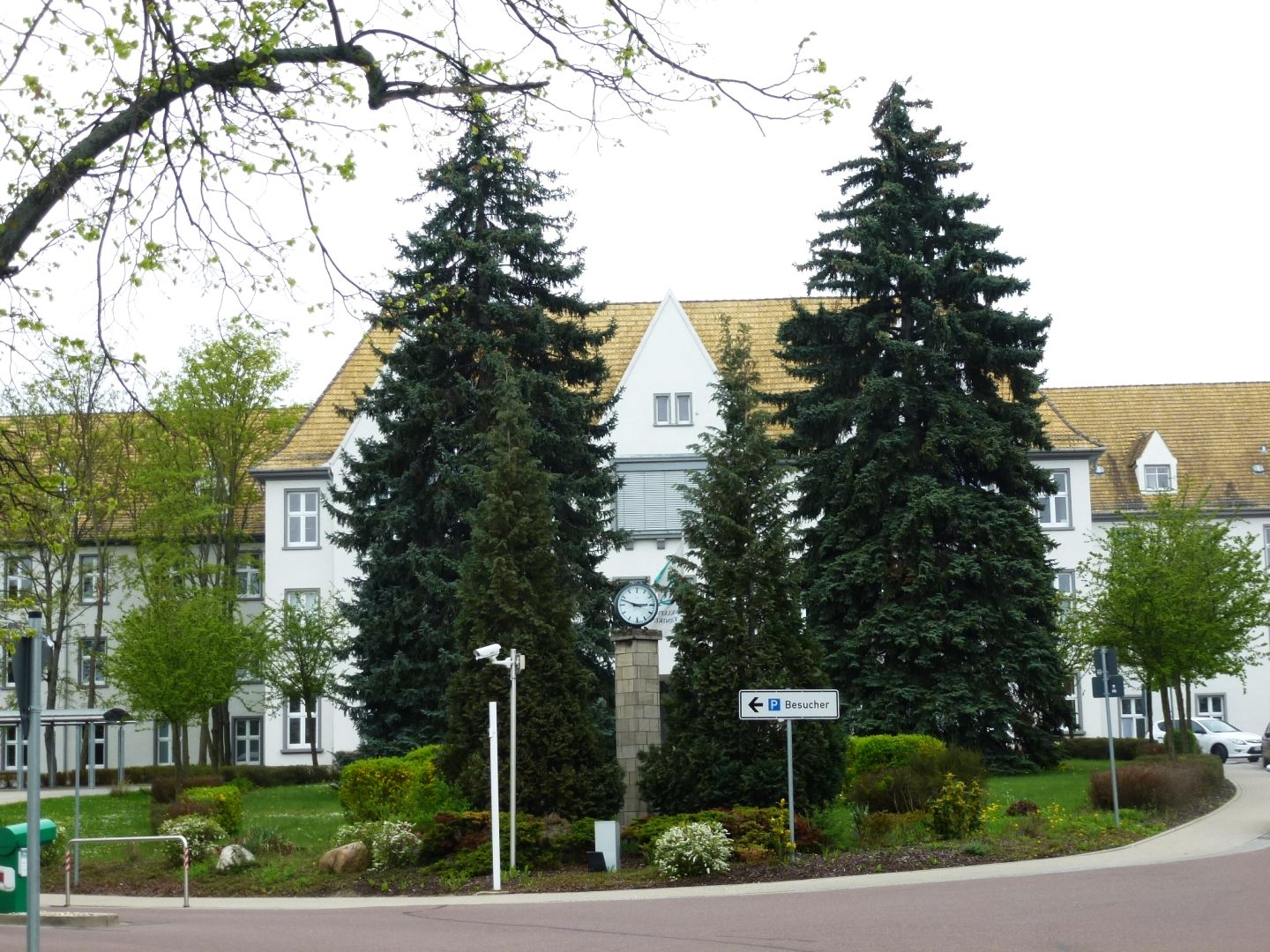
Asklepios-Klinik Weißenfels

### Deutschland
- Baden-Württemberg:
  - Asklepios Klinik Triberg, Triberg

- Bayern:
  - Asklepios Gesundheitszentrum Aidenbach, Aidenbach
  - Asklepios Klinikum Bad Abbach, Bad Abbach
  - Asklepios Zentrum für Rehabilitation Bad Abbach, Bad Abbach
  - Asklepios Klinik Schaufling, Schaufling
  - Asklepios Stadtklinik Bad Tölz, Bad Tölz
  - Asklepios Gesundheitszentrum Bad Tölz, Bad Tölz
  - Asklepios Fachkliniken München-Gauting, Gauting
  - Asklepios Klinik Bad Griesbach, Bad Griesbach im Rottal
  - Asklepios Orthopädische Klinik Lindenlohe, Schwandorf
  - Asklepios Klinik Lindau – Orthopädie und Unfallchirurgie, Lindau (Bodensee)
  - Asklepios Klinik Oberviechtach, Oberviechtach
  - Asklepios Klinik im Städtedreieck, Burglengenfeld

- Brandenburg:
  - Asklepios Klinik Birkenwerder, Birkenwerder
  - Asklepios Klinikum Uckermark, Schwedt
  - Asklepios Fachklinikum Brandenburg, Brandenburg
  - Asklepios Fachklinikum Lübben, Lübben
  - Asklepios Fachklinikum Teupitz, Teupitz

- Hamburg – Asklepios Kliniken Hamburg:
  - Asklepios Klinik St. Georg, Stadtteil St. Georg
    - Asklepios Medical School

  - Asklepios Klinik Wandsbek, Bezirk Wandsbek
  - Asklepios Klinik Barmbek, Hamburg-Barmbek-Nord
  - Asklepios Klinik Nord, Betriebsteile in den Stadtteilen Ochsenzoll, Heidberg, Wandsbek
  - Asklepios Klinik Altona, Bezirk Altona
  - Asklepios Klinik Harburg, Stadtteil Heimfeld
  - Asklepios Westklinikum Hamburg, Stadtteil Rissen

- Hessen:
  - Asklepios Klinik Lich (Akademisches Lehrkrankenhaus der Justus-Liebig-Universität Gießen), Lich
  - Asklepios Neurologische Klinik Bad Salzhausen, Bad Salzhausen
  - Asklepios Neurologische Klinik Falkenstein, Falkenstein (Königstein)
  - Asklepios Paulinen Klinik Wiesbaden (Akademisches Lehrkrankenhaus der Johann Wolfgang Goethe-Universität Frankfurt am Main), Wiesbaden
  - Asklepios Klinik Seligenstadt (Akademisches Lehrkrankenhaus der Johann Wolfgang Goethe-Universität Frankfurt am Main), Seligenstadt
  - Asklepios Klinik Langen (Akademisches Lehrkrankenhaus der Johann Wolfgang Goethe-Universität Frankfurt am Main), Langen
  - Asklepios Klinik für Psychische Gesundheit Langen, Langen
  - Asklepios Schlossberg-Klinik Bad König, Bad König
  - Asklepios Hirschpark Klinik Alsbach-Hähnlein, Alsbach-Hähnlein
  - Asklepios Fachklinik Fürstenhof Bad Wildungen (Akademische Lehrkrankenhäuser der Philipps-Universität Marburg), Bad Wildungen
  - Asklepios Helenenklinik Bad Wildungen, Bad Wildungen
  - Asklepios Stadtklinik Bad Wildungen, Bad Wildungen
  - Universitätsklinikum Gießen-Marburg (UKGM) (Akademisches Lehrkrankenhaus der Justus-Liebig-Universität Gießen und der Philipps-Universität Marburg), Gießen bzw. Marburg
  - Asklepios Klinik Schwalmstadt (Akademisches Lehrkrankenhaus der Philipps-Universität Marburg), Schwalmstadt

- Mecklenburg-Vorpommern:
  - Asklepios Klinik Parchim, Parchim
  - Asklepios Klinik Pasewalk, Pasewalk

- Niedersachsen:
  - Asklepios Harzklinik Goslar (Akademisches Lehrkrankenhaus der Georg-August-Universität Göttingen), Goslar
  - Asklepios Harzklinik Bad Harzburg, Bad Harzburg
  - Asklepios Psychiatrie Niedersachsen
    - Asklepios Fachklinikum Göttingen (Akademisches Lehrkrankenhaus der Georg-August-Universität Göttingen), Göttingen
    - Asklepios Fachklinikum Tiefenbrunn (Akademisches Lehrkrankenhaus der Georg-August-Universität Göttingen), Rosdorf

  - Asklepios Klinik Schildautal Seesen (Akademisches Lehrkrankenhaus der Georg-August-Universität Göttingen), Seesen

- Nordrhein-Westfalen:
  - Asklepios Kinderklinik Sankt Augustin (Akademisches Lehrkrankenhaus der Universität Bonn), Sankt Augustin
  - Asklepios Weserbergland-Klinik Höxter, Höxter

- Rheinland-Pfalz:
  - Asklepios Südpfalzklinik Germersheim, Germersheim
  - Asklepios Südpfalzklinik Kandel, Kandel
  - Asklepios Katharina-Schroth-Klinik, Bad Sobernheim

- Sachsen:
  - Asklepios Fachklinikum Wiesen, Wiesenburg (Wildenfels)
  - Asklepios-ASB Klinik Radeberg, Radeberg
  - Asklepios Fachklinik Hohwald, Howald bei Neustadt in Sachsen
  - Asklepios Klinik Sebnitz, Sebnitz

- Sachsen-Anhalt:
  - Asklepios Klinik Weißenfels, Weißenfels

- Schleswig-Holstein:
  - Asklepios Nordseeklinik Westerland, Sylt
  - Asklepios Klinik Am Kurpark Bad Schwartau, Bad Schwartau
  - Asklepios Klinik Bad Oldesloe, Bad Oldesloe
  - Blomenburg Privatklinik, Selent

- Thüringen:
  - Asklepios Parkklinik Bad Salzungen, Bad Salzungen
  - Asklepios Fachklinikum Stadtroda, Stadtroda

### International
In den Niederlanden ist Asklepios über die Mind District Holding sowie in Belgien über die Pulso Europe im Bereich E-Mental-Health tätig.

## Kritik
2012 stand Asklepios in der Kritik, den Patientendatenschutz zu vernachlässigen, indem Patientenakten einfach in Sperrmüllcontainern entsorgt wurden, wo sie offen für jeden zugänglich waren. Später drohte Asklepios mit rechtlichen Schritten gegenüber den Reportern, die über die Verstöße berichteten.

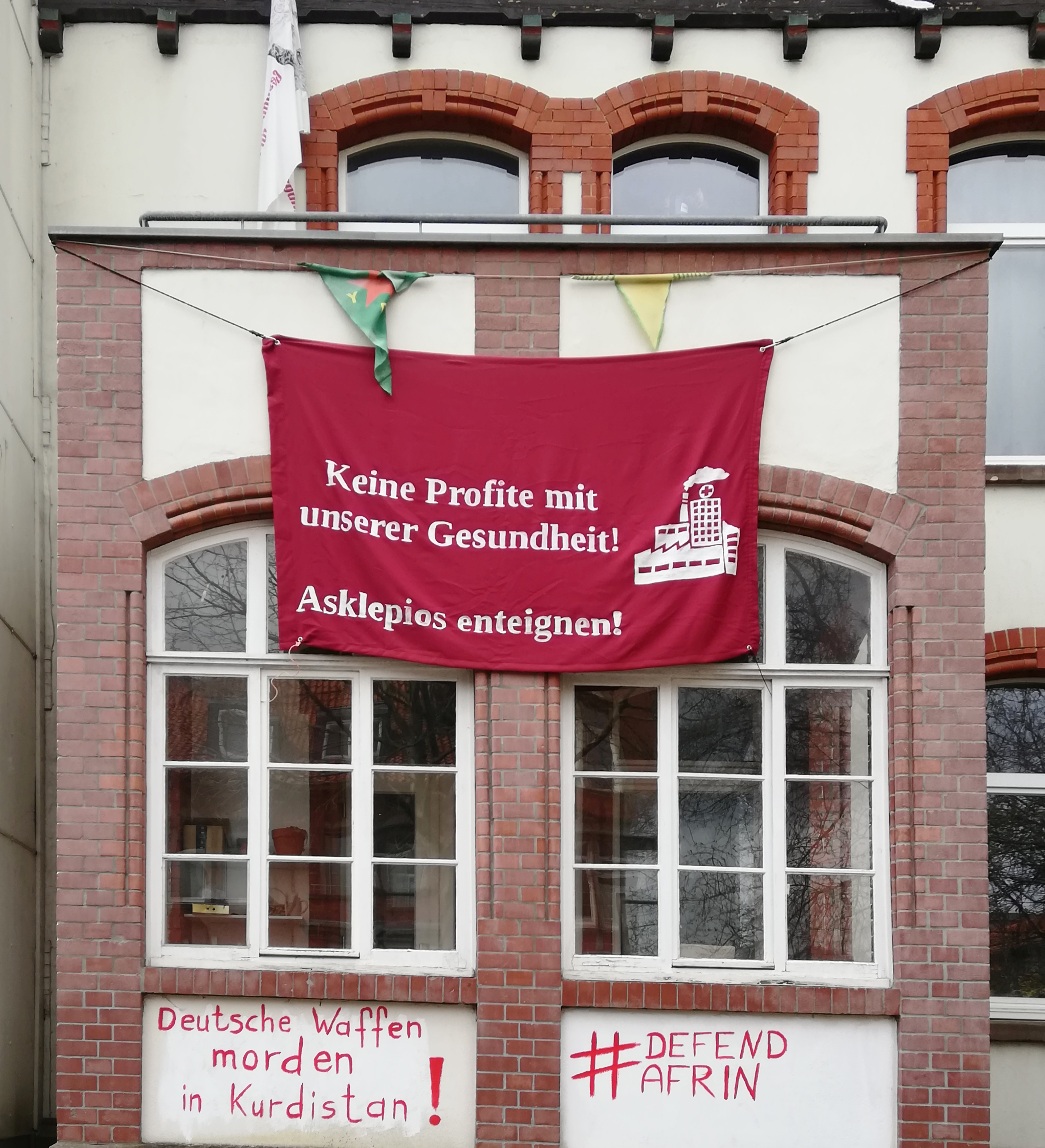
Transparent an einem Haus in Göttingen, 2021

Dem Konzern wird vorgeworfen, dass unter seiner Gewinnorientierung die Pflege- und Behandlungsqualität zu kurz kommt. Der Konzern übe Druck auf Ärzte aus, innerhalb des Systems der Fallpauschalen vor allem renditeträchtige Behandlungen vorzuziehen. Der Spiegel widmete Asklepios 2016 eine umfangreiche investigative Titelgeschichte. Im Zuge der Kritik an Asklepios wurde auch allgemein die Privatisierung von Krankenhäusern und der Fachkräftemangel angeprangert. Der damalige Vorsitzende der Mitarbeitervertretung von Asklepios, Martin Simon Schwärzel, bewertete 2017 die Personalsituation in den Hamburger Asklepios-Kliniken als besser als bei anderen Kliniken. Mitarbeitende des Unternehmens kritisieren hingegen immer wieder die zu hohe Arbeitsbelastung; das Wohl der Patienten sei gefährdet. Stichproben von ver.di aus dem Jahr 2018 ergaben, dass in einem Zeitraum von zehn Monaten aus sieben Kliniken des Konzerns über 1000 Überlastungsanzeigen eingingen. Panorama 3 berichtete über Fälle, bei denen Mitarbeitende für das Schreiben von Überlastungsanzeigen abgemahnt wurden.
2018 prangerten knapp 50 Mediziner der Asklepios-Klinik in Hamburg St. Georg in einem Brandbrief die prekäre Personalsituation an, die seit Längerem die Regel sei. Aus Kostengründen ersetze der Konzern erfahrene, langjährige Mitarbeiter durch Berufsanfänger. Die Organisationsstruktur sei „desolat“.
Laut Recherchen des ARD-Magazins Kontraste schloss Asklepios unter Vorspiegelung falscher Tatsachen 2019 die Kinderstation in Parchim, zu deren Betrieb der Konzern laut Krankenhausplan verpflichtet ist. Bereits zuvor habe der Konzern die Station zeitweise nicht mit den gesetzlichen Vorgaben entsprechender Personalbesetzung betrieben, was in einem Fall möglicherweise zum Tod eines Patienten beigetragen habe. Auch in anderen Fällen wurde Asklepios vorgeworfen, nicht profitable Abteilungen auf Kosten der Versorgungssicherheit zu vernachlässigen, wie die rheumatologische Abteilung an der Asklepios-Klinik Altona.
Eine Pflegerin und Betriebsrätin kritisierte Ende 2020 in einem Interview im NDR an der Klinik St. Georg, dass das Personal auf der Intensivstation überlastet sei, putzen müsste, anstatt sich um die Pflege zu kümmern und dass Menschen auf den Stationen alleine sterben müssten. Asklepios wollte ihr zunächst kündigen, nach öffentlichem Zuspruch nahm der Konzern die ausgesprochene Kündigung jedoch zurück.